# Boyanahalli, Chik Ballapur
Boyanahalli là một làng thuộc tehsil Chik Ballapur, huyện Kolar, bang Karnataka, Ấn Độ.